# Maltas herrlandslag i fotboll
Maltas herrlandslag i fotboll representerar Malta i fotboll. De har hittills aldrig kvalificerat sig till något stort mästerskap. 

## Historik
Det maltesiska fotbollsförbundet bildades 1900, och Malta gick med FIFA 1959. 1960 blev man medlemmar i UEFA.
Den första landskampen spelades 24 februari 1957, och förlorades med 2–3 hemma mot Österrike. Maltas största seger kom 2008 efter 7–1 hemma mot Liechtenstein. 1983 noterades den största förlusten efter 1–12 mot Spanien borta i Sevilla.
Första gången man deltog i kvalificering till ett mästerskap var inför EM 1964 (även om landet formellt fortfarande var en brittisk koloni), där man åkte ut i den inledande omgången efter 1–6 borta och 1–3 hemma mot Danmark. Kvalet till VM 1974 blev det första VM-kvalet man spelade, där mötte man bland annat Sverige. Första segern i tävlingssammanhang kom 1975, då malteserna besegrade Grekland med 2–0 i en EM-kvalmatch. Första gången man vann en VM-kvalmatch var 1993 mot Estland, vilken dessutom var den första tävlingssegern man tog på bortaplan. Minnesvärda kvalmatcher som slutat i oavgjort inkluderar 0–0 mot Västtyskland i kvalet till EM 1980, 1–1 mot Kroatien 2005 i en VM-kvalmatch, samt EM-kvalmatchen hemma mot Turkiet 2007 vilken slutade 2–2.

## VM-deltagande
- 1930 till 1970: deltog ej.
- I kvalet till VM 1974 blev det 6 raka förluster och bara 1 mål.
- I kvalet till VM 1978 blev det 6 raka förluster och inga mål.
- I kvalet till VM 1982 blev det 4 raka förluster och 2–15 målskillnad.
- I kvalet till VM 1986 tog man 1 poäng av Tjeckoslovakien (0–0 i hemmamatchen).
- I kvalet till VM 1990 tog man 2 poäng av Ungern (2–2 hemma och 1–1 borta).
- I kvalet till VM 1994 tog man 3 poäng av Estland, efter vinst borta och oavgjort hemma och undvek därmed jumboplatsen i gruppen.
- I kvalet till VM 1998 blev det 10 raka förluster och bara 2 mål.
- I kvalet till VM 2002 tog man 1 poäng genom 0–0 mot Tjeckien.
- I kvalet till VM 2006 tog man 3 poäng genom oavgjorda matcher mot Island, Kroatien och Bulgarien.
- I kvalet till VM 2010 tog man 1 poäng genom 0–0 hemma mot Albanien.
- I kvalet till VM 2014 tog man 3 poäng genom 0–1 borta mot Armenien Genom mål av Michael Mifsud
- I kvalet till VM 2018 tog man en poäng mot Litauen.

## EM-deltagande
- 1960: deltog ej
- 1964: Förlorade mot Danmark med 1–6 första omgången.
- 1968: deltog ej
- 1972: en lika match mot Grekland men utslagen
- 1976: en seger 2–0 hemma mot Grekland men utslaget.
- 1980: en lika match mot Västtyskland men utslaget.
- 1984: en seger 2–1 Island men utslaget.
- 1988: två lika matcher 1–1 mot Schweiz men största skrällen i landet historia kom då de fick 2–2 borta mot Portugal men utslaget.
- 1992: lika matcher mot Finland och Grekland men utslaget.
- 1996: lika match mot Tjeckien och Vitryssland men utslaget.
- 2000: Inga poäng utslaget.
- 2004: utslaget i kvalet fick 2–2 mot Israel matchen spelades på neutral plan i Turkiet.
- 2008: spelade 2–2 mot Turkiet vinner över Ungern med 2–1 och spelar 1–1 mot Moldavien men utslaget.
- 2012: den enda poängen i kvalet kom genom 1–1 hemma mot Georgien.
- 2016: 2p. 1–1 mot Bulgarien och 2–2 mot Azerbajdzjan.
- 2020: Malta tog en vinst hemma mot Färöarna med resultatet 2–1.